# Isoélectronique
Deux entités (atomes, ions, molécules) sont isoélectroniques si elles ont le même nombre d'électrons, et dans le cas des molécules, le même nombre d'atomes connectés de la même manière (sauf l'hydrogène) et les électrons sont distribués de la même façon sur les orbitales. Pour y arriver, on peut enlever des électrons par ionisation ou en ajouter par affinité électronique.

## Exemples

### Atomes et ions simples
Les cations Na+, Mg2+ et Al3+ sont isoélectroniques avec le néon, comme les anions F−, O2− et N3−. Tous ces atomes et ions ont le même nombre d'électrons.

### Molécules et ions complexes
Les composés CO, N2 et NO+ sont isoélectroniques entre eux, parce qu'ils sont tous constitués de deux atomes, et ont le même nombre d'électrons dans les mêmes orbitales. De la même manière, le benzène, la pyridine et l'ion pyridinium sont isoélectroniques.